# Enees de Gaza
Enees de Gaza (grec antic: Αἰνείας, llatí: Aeneas Gazeus) fou un filòsof platònic grec nascut a Gaza que va florir vers el 487. Fou deixeble de Hieròcles d'Alexandria i amic de Procopi, segons que diu l'historiador en algunes de les seves epístoles. La data en què va viure es confirma per unes declaracions seves on explica que havia sentit parlar a alguns Confessors abans que Huneric els tallés la llengua.
Es va fer cristià i va escriure una obra titulada Teophrastus o De immortalitate animorum, deque corpore resurrectione aureus libellus, «Teofrast o De la immortalitat de l'ànima i la resurrecció del cos». L'obra va ser traduïda al llatí després de la caiguda de Constantinoble, quan va ser portada a Itàlia i publicada el 1513.